# Bournos
Bournos település Franciaországban, Pyrénées-Atlantiques megyében. Lakosainak száma 341 fő (2022. január 1.). Bournos Aubin, Caubios-Loos, Doumy, Lonçon és Momas községekkel határos.

## Népesség
A település népességének változása:
| Lakosok száma | 339  | 337  | 334  | 341  | 331  | 332  | 334  | 337  | 336  | 341  |
|               | 2010 | 2013 | 2015 | 2016 | 2017 | 2018 | 2019 | 2020 | 2021 | 2022 |